# 맞보기
맞보기(paired moves)는 바둑에서 '거의 동등한 가치의 착점을 홀수로 쌍방이 번갈아 놓을 수 있는' 상태를 뜻한다. 즉, 두 자리 중 어느 한 곳을 지키는 대신 다른 한 곳을 상대에게 양보해야 하는 상황을 의미한다.